# Szoszanna Arbeli-Almozlino
Szoszanna Arbeli-Almozlino (hebr.: שושנה ארבלי-אלמוזלינו, ang.: Shoshana Arbeli-Almozlino, ur. 26 stycznia 1926 w Mosulu, zm. 12 czerwca 2015) – izraelska nauczycielka i polityk, w latach 1984–1985 wiceminister, a w latach 1986–1988 minister zdrowia, latach 1966–1992 poseł do Knesetu z listy Koalicji Pracy.

## Życiorys
Urodziła się 26 stycznia 1926 w Mosulu w Królestwie Iraku, podlegającym wówczas pod Brytyjski Mandat Mezopotamii. Ukończyła tam seminarium nauczycielskie. Do Palestyny wyemigrowała w 1947.
W wyborach parlamentarnych w 1965 bezskutecznie kandydowała do izraelskiego parlamentu z listy Koalicji Pracy, jednak weszła w skład szóstego Knesetu 17 stycznia 1966 – po rezygnacji Chajjima Gewatiego. W wyborach w 1969 ponownie uzyskała mandat. Zdobywała również mandat w wyborach w 1973, 1977, 1981 i 1984. 24 września dołączyła, jako wiceminister zdrowia, do – utworzonego kilkanaście dni wcześniej – rządu zgody narodowej premiera Szimona Peresa. Ministrem zdrowia był w tym czasie Mordechaj Gur. Zgodnie z umową koalicyjną 20 października 1986 doszło do zmiany premiera, a w nowym rządzie Icchaka Szamira Arbeli-Almozlino objęła funkcję ministra zdrowia. Pozostała na stanowisku do końca kadencji 22 grudnia 1988. W wyborach w 1988 po raz ostatni dostała się do Knesetu, w trakcie tej kadencji Koalicja Pracy ostatecznie przekształciła się w unitarną Izraelską Partię Pracy.
Zmarła 12 czerwca 2015 w wieku osiemdziesięciu dziewięciu lat. Została pochowana na cmentarzu Jarkon.